# 2752 Wu Chien-Shiung
2752 Wu Chien-Shiung è un asteroide della fascia principale. Scoperto nel 1965, presenta un'orbita caratterizzata da un semiasse maggiore pari a 3,0213327 au e da un'eccentricità di 0,1118506, inclinata di 10,13480° rispetto all'eclittica.
L'asteroide è dedicato alla fisica sino-statunitense Wu Jianxiong.